# Maurice Izier
Pour les articles homonymes, voir Izier.
Maurice Izier est un coureur cycliste français, né le 18 mars 1944 à Crest. Professionnel de 1966 à 1970. Il est vice-champion de France sur route en 1969, alors que sous la direction de Jean de Gribaldy il est le coéquipier de Joaquim Agostinho qui effectue ses grands débuts chez les professionnels.

## Palmarès et résultats

### Palmarès par année
- 1959
  - Champion de France sur route cadets
- 1962
  - Champion de France universitaire sur route
- 1963
  - Grand Prix de Balbigny
  - Grand Prix de Caromb
- 1964
  - 5ea étape du Trophée Nice-Matin
  - 2e du championnat de France militaires sur route
- 1965
  - 3eb étape du Tour des Alpes de Provence
  - Circuit des Mines :
    - Classement général
    - 1rea (contre-la-montre par équipes) et 5ea étapes

  - Grand Prix de Saint-Symphorien-sur-Coise
  - 3e de la Route de France
- 1966
  - 1re étape du Grand Prix du Petit Varois
  - Circuit d'Auvergne
  - 2e du Grand Prix d'Antibes
- 1967
  - 3e du Grand Prix de Cannes
- 1968
  - 22ea étape du Tour de France
  - 2e du Grand Prix de Montauroux
  - 2e de Paris-Camembert
- 1969
  - 2e du championnat de France sur route
- 1970
  - 2e du Grand Prix de Menton

### Résultats sur les grands tours

#### Tour de France
5 participations
- 1966 : 55e
- 1967 : 40e
- 1968 : 43e, vainqueur de la 22ea étape
- 1969 : 35e
- 1970 : 61e

#### Tour d'Espagne
1 participation
- 1967 : 55e